# Assunzione della Vergine (Francesco Bonetti e Lucano da Imola)
L'Assunzione di Maria è un dipinto a olio su tavola realizzato da Francesco Bonetti e Lucano da Imola nel 1534 e conservato come pala d'altare nel Santuario della Madonna Assunta di Salzana a Pizzino in Val Taleggio. La datazione e la firma degli autori è indicata sul sepolcro al centro della scena.

## Storia
Il dipinto fu commissione di Francesco Bonetti e Lucano da Imola, incaricati dalla fabbriceria parrocchiale di Pizzino, insieme a tutti i delegati eletti per la costruzione della chiesa, dopo la conclusione della costruzione del Santuario nel 1466. Nel 1534, l'opera venne completata e collocata all'interno della chiesa.

La pala d'altare fu oggetto di ispezione da parte di San Carlo Borromeo il 20 ottobre 1566 e nuovamente nel 1582, durante le sue visite pastorali alle comunità dell'alta Val Brembana e della Val Taleggio. In entrambe le occasioni, il Santo non esitò a definire l'opera come "dipinta in modo egregio e arricchita del mistero dell'Assunzione".
“L’altare della cappella maggiore è consacrato sotto il titolo della Assunzione della gloriosa Vergine Maria nel quale si trova una ancona dipinta in modo bellissimo e indorata con il mistero dell’Assunzione”
Nel primo decennio del Settecento, in concomitanza con i lavori di ampliamento del santuario e la fondazione della Confraternita del Carmine nel 1721, la pala venne integrata nell'attuale ancona marmorea. Quest'ultima è realizzata in arabescato orobico, con capitelli in marmo di Carrara di ordine corinzio e sormontata da un timpano spezzato in marmo nero, ornato con intagli in marmo giallo. Al centro della composizione si trova l'effige di Maria, impreziosita da dettagli in madreperla. L'attribuzione della costruzione del nuovo altare maggiore è stata attribuita alla bottega di Bartolomeo Manni, che operava in diverse zone della Bergamasca. All'interno del santuario, lo stesso artista realizzò anche un tabernacolo a muro contenente le reliquie. 
Nel 1935 fu condotto un primo intervento di restauro dell'opera, come parte della riorganizzazione del presbiterio. Successivamente, un intervento più completo fu effettuato nel 1979, tuttavia non riuscì a risolvere completamente le gravi condizioni in cui l'opera si trovava. Infine, un ultimo restauro fu eseguito nel mese di novembre del 2002, il quale restituì tutti i dettagli che nel corso del tempo si erano persi a causa della negligenza e del deterioramento della superficie pittorica.

## Descrizione
La pala raffigura il momento successivo alla Dormitio Virginis, la morte e deposizione della Vergine Maria. In tale rappresentazione, i discepoli sono collocati in un'attitudine di commozione e afflizione attorno al sepolcro, colti di sorpresa dall'emergere improvviso di una luce accecante che accoglie il corpo della Madonna e lo trasporta verso l'etere celeste. Quest'opera trae ispirazione, sia nella sua composizione formale che nella scelta cromatica, dalla coeva pala d'altare creata da Lorenzo Lotto per la Chiesa di Santa Maria Assunta a Celana di Caprino Bergamasco.
La narrativa visiva dell'opera è stratificata in tre distinti registri, sebbene il cielo limpido sembri conferire loro una sensazione di continuità spaziale.
Nel registro inferiore, sono ritratti i Dodici Apostoli, figurati in veste di semplici plebei dalla vitalità palpabile, pur avvolti da abiti dai colori vivaci. Questi seguaci manifestano una reazione emotiva all'evento che stanno osservando. Al centro della composizione, troviamo il sepolcro, su cui sono incisi i segni distintivi degli autori e la data di realizzazione dell'opera.
Nel registro superiore, la figura centrale è la Madonna stessa, avvolta in un manto azzurro intenso e una tunica rossa lunga che sembra sfumare nel momento in cui ascende al cielo. La Vergine è affiancata da due angeli, stilizzati in maniera tale da assomigliare a figure femminili vestite con abiti dai colori vivaci, e da due putti alati che sembrano assistere il suo ascenso celeste.
Il paesaggio di sfondo è in parte ereditato dall'opera di Lorenzo Lotto, ad eccezione del villaggio e del paesaggio montano che fanno da sfondo alla Madonna, i quali richiamano scenari tipici del Rinascimento in Valle. Inoltre, sullo sfondo rispetto al borgo raffigurato, si può notare una stilizzazione del Monte Resegone.